# Pronasoona
Pronasoona Millidge, 1995 è un genere di ragni appartenente alla famiglia Linyphiidae.

## Distribuzione
Le due specie oggi attribuita a questo genere è stata reperita in Borneo ed in Thailandia.

## Tassonomia
A giugno 2012, si compone di due specie:
- Pronasoona aurata Millidge, 1995 — Thailandia
- Pronasoona sylvatica Millidge, 1995[3] — Borneo